# Siene socken
Siene socken i Västergötland ingick i Kullings härad, ingår sedan 1971 i Vårgårda kommun och motsvarar från 2016 Siene distrikt.
Socknens areal är 26,30 kvadratkilometer varav 25,81 land. År 2000 fanns här 364 invånare.  Sockenkyrkan Siene kyrka ligger i socknen.

## Administrativ historik
Socknen har medeltida ursprung. 
Vid kommunreformen 1862 övergick socknens ansvar för de kyrkliga frågorna till Siene församling och för de borgerliga frågorna bildades Siene landskommun. Landskommunen inkorporerades 1952 i Vårgårda landskommun som 1971 ombildades till Vårgårda kommun. Församlingen uppgick 2002 i Hols församling.
1 januari 2016 inrättades distriktet Siene, med samma omfattning som församlingen hade 1999/2000.  
Socknen har tillhört län, fögderier, tingslag och domsagor enligt vad som beskrivs i artikeln Kullings härad. De indelta soldaterna tillhörde Västgöta regemente, Elfsborgs kompani och Västgöta-Dals regemente, Kullings kompani.

## Geografi och natur
Siene socken ligger öster om Alingsås kring Säveån. Socknen har odlingsbygd kring Säveån och har kuperad skogsbygd däromkring mest i söder.
Naturvårdsområdet Mängsholms ekhagar ingår i EU-nätverket Natura 2000.
Sätesgårdar var Vårgårda herrgård, Tubbetorps herrgård och Brunnlids säteri.
Från 1699 till 1817 var Eklanda Kullings härads tingsställe.

## Fornlämningar
En hällkista från stenåldern är funnen. Från bronsåldern finns gravrösen och skålgropsförekomster. Från järnåldern finns 15 gravfält.

## Befolkningsutveckling
Befolkningen ökade från 356 1810 till 740 1880 varefter den minskade till 295 1970 då den var som minst under 1900-talet. Därefter ökade folkmängden på nytt till 352 1990.

## Namnet
Namnet skrevs 1420 Sighene och kommer från kyrkbyn. Efterleden är vin, 'betesmark, äng'. Förleden kan innehålla sid 'låglänt (och sank)' eller 'sig/seg', 'framsipprande vatten, vattensjukt ställe' syftande på sumpig mark vid Säveån.